# Harrison (Nueva York)
Harrison es un municipio y villa ubicado en el condado de Westchester, estado de Nueva York, Estados Unidos. Tiene una población estimada, a mediados de 2022, de 29 369 habitantes.
En 1967, unos 200 residentes manifestaron su apoyo a un plan para independizar Purchase, una localidad del municipio de Harrison, y transformarla en una villa, para que las corporaciones no pudieran construir en la zona. En respuesta, funcionarios del municipio de Harrison presentaron planes para tratar de convertirse en una ciudad, a los efectos de evitar que la separación se concretara. La resolución final fue que el municipio se convirtiera en un híbrido "municipio/villa", estatus que mantiene hasta el día de hoy.

## Geografía
La localidad está ubicada en las coordenadas 41°1′25″N 73°43′9″O / 41.02361, -73.71917 (41.023538, -73.719283). Según la Oficina del Censo, tiene una superficie total de 45.17 km², de la cual 43.42 km² corresponden a tierra firme y 1.75 km² están cubiertos de agua.

## Demografía

### Censo de 2020
Según el censo de 2020, en ese momento la localidad tenía una población de 28 218 habitantes. La densidad de población era de 649.88 hab/km².
| Raza                   | Núm.   | Porc.  |
| ---------------------- | ------ | ------ |
| Blancos                | 19 814 | 70.22% |
| Asiáticos              | 3253   | 11.53% |
| Afroamericanos         | 909    | 3.22%  |
| Amerindios             | 71     | 0.25%  |
| Isleños del Pacífico   | 20     | 0.07%  |
| De otras razas         | 1804   | 6.39%  |
| De una mezcla de razas | 2347   | 8.32%  |
| Total                  | 28 218 | 100%   |

Del total de la población, el 15.60% son hispanos o latinos de cualquier raza.

### Censo de 2000
Según el censo de 2000, en ese momento los ingresos medios de los hogares de la localidad eran de $100,681 y los ingresos medios de las familias eran de $118,721. Los hombres tenían ingresos medios por $63,871 frente a los $41,581 que percibían las mujeres. Los ingresos per cápita para la localidad eran de $49,652. Alrededor del 5.6% de la población estaba por debajo del umbral de pobreza.